# Saltos ornamentais nos Jogos Olímpicos de Verão de 2020
As competições de saltos ornamentais nos Jogos Olímpicos de Verão de 2020 foram disputadas entre 25 de julho e 7 de agosto de 2021 no Centro Aquático de Tóquio, em Tóquio. Este é uma das quatro desportos aquáticos presentes nas Olimpíadas, juntamente a natação, polo aquático e natação artística. 
Um total de oito eventos foram realizados, sendo quatro de cada gênero: trampolim de 3 metros, trampolim sincronizado de 3 metros, plataforma de 10 metros e plataforma sincronizada de 10 metros. As competições de saltos ornamentais contaram com até 143 saltadores classificados, todos devendo ter o mínimo de 14 anos até 31 de dezembro de 2020 para participar de acordo com as regras de elegibilidade da Federação Internacional de Natação.

## Qualificação
Cada Comitê Olímpico Nacional (CON) pôde inscrever dezesseis atletas, no máximo dois por evento individual e uma dupla por evento sincronizado.
Para os eventos individuais, se classificaram os saltadores que atingiram os seguintes critérios:
- Os doze melhores colocados em cada evento durante o Campeonato Mundial de 2019;
- Os cinco campeões continentais em cada evento;
- os 18 primeiros colocados da Copa do Mundo de Saltos Ornamentais de 2020;
- Competidores adicionais da Copa do Mundo de 2020 até o preenchimento d todas as vagas.

Para os eventos sincronizados (duplas), foram aplicados os seguintes critérios:
- Os três melhores colocados em cada evento durante o Campeonato Mundial de 2019;
- Os quatro melhores colocados em cada evento da Copa do Mundo de 2020;
- O país sede (Japão).

As vagas obtidas na qualificação são atribuídas aos CONs, não necessariamente aos saltadores que conseguiram a vaga. No entanto, um saltador individual pode qualificar apenas uma vaga para sua nação.

## Calendário
As disputas dos saltos ornamentais ocorreram ao longo de treze dias, iniciando com o trampolim de 3 metros sincronizado feminino em 25 de julho e encerrando com a final da plataforma de 10 metros masculina em 7 de agosto de 2021.
| E | Eliminatórias | SF | Semifinal | F | Final |

| M | Manhã | T | Tarde |

| Data →                                 | 25 jul | 25 jul | 26 jul | 26 jul | 27 jul | 27 jul | 28 jul | 28 jul | 29 jul | 29 jul | 30 jul | 30 jul | 31 jul | 31 jul | 1 ago | 1 ago | 2 ago | 2 ago | 3 ago | 3 ago | 4 ago | 4 ago | 5 ago | 5 ago | 6 ago | 6 ago | 7 ago | 7 ago |
| Evento ↓                               | M      | T      | M      | T      | M      | T      | M      | T      | M      | T      | M      | T      | M      | T      | M     | T     | M     | T     | M     | T     | M     | T     | M     | T     | M     | T     | M     | T     |
| -------------------------------------- | ------ | ------ | ------ | ------ | ------ | ------ | ------ | ------ | ------ | ------ | ------ | ------ | ------ | ------ | ----- | ----- | ----- | ----- | ----- | ----- | ----- | ----- | ----- | ----- | ----- | ----- | ----- | ----- |
| Trampolim 3 m masculino                |        |        |        |        |        |        |        |        |        |        |        |        |        |        |       |       |       | E     | SF    | F     |       |       |       |       |       |       |       |       |
| Plataforma 10 m masculino              |        |        |        |        |        |        |        |        |        |        |        |        |        |        |       |       |       |       |       |       |       |       |       |       |       | E     | SF    | F     |
| Trampolim 3 m sincronizado masculino   |        |        |        |        |        |        |        | F      |        |        |        |        |        |        |       |       |       |       |       |       |       |       |       |       |       |       |       |       |
| Plataforma 10 m sincronizado masculino |        |        |        | F      |        |        |        |        |        |        |        |        |        |        |       |       |       |       |       |       |       |       |       |       |       |       |       |       |
| Trampolim 3 m feminino                 |        |        |        |        |        |        |        |        |        |        |        | E      |        | SF     |       | F     |       |       |       |       |       |       |       |       |       |       |       |       |
| Plataforma 10 m feminino               |        |        |        |        |        |        |        |        |        |        |        |        |        |        |       |       |       |       |       |       |       | E     | SF    | F     |       |       |       |       |
| Trampolim 3 m sincronizado feminino    |        | F      |        |        |        |        |        |        |        |        |        |        |        |        |       |       |       |       |       |       |       |       |       |       |       |       |       |       |
| Plataforma 10 m sincronizado feminino  |        |        |        |        |        | F      |        |        |        |        |        |        |        |        |       |       |       |       |       |       |       |       |       |       |       |       |       |       |

## Nações participantes
Ao todo, 30 CONs tiveram atletas qualificados em ao menos um evento. Entre parênteses encontra-se representada a quantidade de atletas.
- RSA África do Sul (2)
- GER Alemanha (9)
- AUS Austrália (7)
- BRA Brasil (4)
- CAN Canadá (10)
- CHN China (10)
- COL Colômbia (3)
- KOR Coreia do Sul (5)
- EGY Egito (3)
- ESP Espanha (2)
- USA Estados Unidos (11)
- FRA França (3)
- GBR Grã-Bretanha (12)
- IRL Irlanda (2)
- ITA Itália (6)
- JAM Jamaica (1)
- JPN Japão (11)
- MAS Malásia (5)
- MEX México (14)
- NOR Noruega (1)
- NZL Nova Zelândia (1)
- NED Países Baixos (2)
- PUR Porto Rico (1)
- DOM República Dominicana (1)
- ROC ROC (7)
- SGP Singapura (2)
- SWE Suécia (1)
- SUI Suíça (1)
- UKR Ucrânia (6)
- VEN Venezuela (1)

## Medalhistas
Masculino
| Evento                                | Ouro                                 | Prata                                              | Bronze                                     |
| ------------------------------------- | ------------------------------------ | -------------------------------------------------- | ------------------------------------------ |
| Trampolim 3 m individual detalhes     | Xie Siyi CHN China                   | Wang Zongyuan CHN China                            | Jack Laugher GBR Grã-Bretanha              |
| Plataforma 10 m individual detalhes   | Cao Yuan CHN China                   | Yang Jian CHN China                                | Tom Daley GBR Grã-Bretanha                 |
| Trampolim 3 m sincronizado detalhes   | Xie Siyi Wang Zongyuan CHN China     | Andrew Capobianco Michael Hixon USA Estados Unidos | Patrick Hausding Lars Rüdiger GER Alemanha |
| Plataforma 10 m sincronizado detalhes | Tom Daley Matty Lee GBR Grã-Bretanha | Cao Yuan Chen Aisen CHN China                      | Aleksandr Bondar Viktor Minibaev ROC       |

Feminino
| Evento                                | Ouro                            | Prata                                               | Bronze                                       |
| ------------------------------------- | ------------------------------- | --------------------------------------------------- | -------------------------------------------- |
| Trampolim 3 m individual detalhes     | Shi Tingmao CHN China           | Wang Han CHN China                                  | Krysta Palmer USA Estados Unidos             |
| Plataforma 10 m individual detalhes   | Quan Hongchan CHN China         | Chen Yuxi CHN China                                 | Melissa Wu AUS Austrália                     |
| Trampolim 3 m sincronizado detalhes   | Shi Tingmao Wang Han CHN China  | Jennifer Abel Mélissa Citrini-Beaulieu CAN Canadá   | Lena Hentschel Tina Punzel GER Alemanha      |
| Plataforma 10 m sincronizado detalhes | Chen Yuxi Zhang Jiaqi CHN China | Jessica Parratto Delaney Schnell USA Estados Unidos | Gabriela Agúndez Alejandra Orozco MEX México |

## Quadro de medalhas
| Ordem | País               | Medalha de ouro | Medalha de prata | Medalha de bronze |    | Ordem por total |
| ----- | ------------------ | --------------- | ---------------- | ----------------- | -- | --------------- |
| 1     | CHN China          | 7               | 5                |                   | 12 | 1               |
| 2     | GBR Grã-Bretanha   | 1               |                  | 2                 | 3  | 2               |
| 3     | USA Estados Unidos |                 | 2                | 1                 | 3  | 2               |
| 4     | CAN Canadá         |                 | 1                |                   | 1  | 5               |
| 5     | GER Alemanha       |                 |                  | 2                 | 2  | 4               |
| 6     | AUS Austrália      |                 |                  | 1                 | 1  | 5               |
|       | MEX México         |                 |                  | 1                 | 1  | 5               |
|       | ROC                |                 |                  | 1                 | 1  | 5               |
| TOTAL | TOTAL              | 8               | 8                | 8                 | 24 | —               |